# Анаксагор
Анаксаго́р (др.-греч. Ἀναξαγόρας, ок. 500 до н. э., Клазомены — ок. 428 до н. э., Лампсак) — древнегреческий философ. Согласно античной традиции, в молодости он отказался от доставшегося в наследство большого состояния и посвятил жизнь философии. Анаксагор обосновался в Афинах, где вошёл в ближайший круг друзей Перикла. Первый гражданин Афин высоко ценил Анаксагора, обучался у него философии и красноречию. Враги Перикла обвинили Анаксагора в «безбожии». Среди прочего философу вменяли в вину, что он называет Солнце не «божественным Гелиосом», а «раскалённым булыжником». Философ был вынужден покинуть Афины, после чего обосновался в Лампсаке, где и умер около 428 года до н. э.
Анаксагор предложил одну из первых теорий создания космоса. В его понимании любая материя состоит из «семян всех вещей» или гомеомерий. Они находились в неподвижном состоянии «первичной смеси», пока «Нус» (наиболее близкий по сути перевод «Ум» или «Разум») не придал ей мощное круговращательное движение. Вызванный «Разумом» космический вихрь вызвал разделение «первичной смеси» на компоненты. В центре космоса начали скапливаться твёрдые компоненты, из которых образовалась Земля. С края земного диска могут отрываться камни, которые попадают в окружающий космос. Под воздействием «эфирного жара» они раскаляются и начинают светиться. Солнце — наибольшая из таких оторвавшихся от Земли глыб, звёзды — небольшие камни, которые удерживаются центробежной силой вращательного движения.
Правильное по сути объяснение природы солнечных и лунных затмений, вокруг которых всегда существовали домыслы и легенды, стало важным этапом в развитии науки. Учение Анаксагора противопоставило науку и предрассудки, нанесло удар по авторитету различных жрецов и прорицателей. Анаксагор стал первым, кто в качестве первоначала предложил невещественную сущность. Переезд Анаксагора из ионийского города Клазомены в Афины символизировал перенос культурного центра Эллады из Малой Азии в Аттику. Ученик Анаксагора коренной афинянин Архелай был учителем Сократа, который в свою очередь воспитал Платона. Таким образом доксографическая традиция представляет Анаксагора основоположником афинской философской школы.

## Жизнь
Анаксагор родился в семье богатых и знатных родителей в ионийском городе Клазомены около 500 года до н. э. Отец Анаксагора Гегесибул или Евбул оставил после смерти большое наследство. Однако Анаксагор уступил полученное от отца имущество, а сам отправился странствовать. Через какое-то время он обосновался в Афинах. Город в этот период переживал эпоху быстрого развития. После победы над армией персов под командованием «царя царей» Ксеркса Афины становятся политическим и культурным центром Эллады.

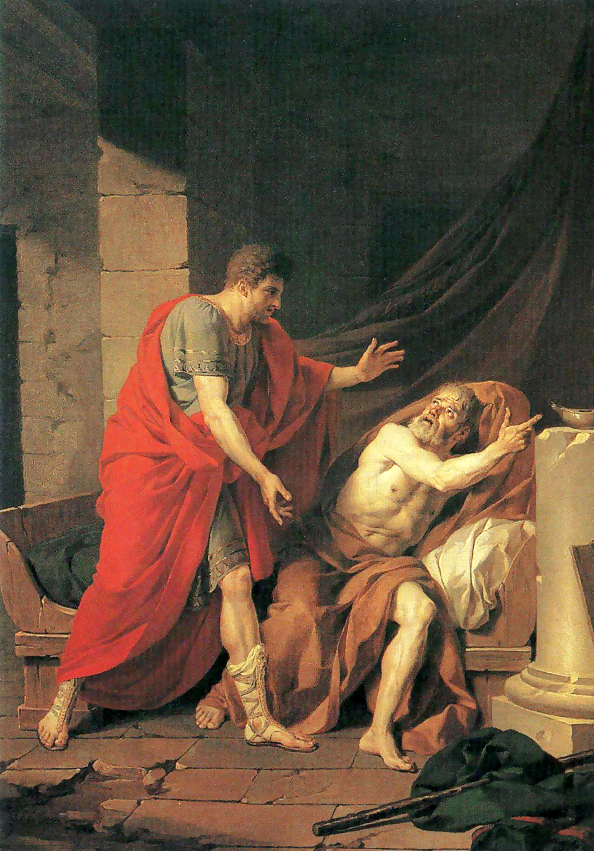
«Перикл и Анаксагор». Ж.-Ш. Перрен

В Афинах Анаксагор был иноземцем-метэком и соответственно не мог принимать участие в политической жизни полиса. Несмотря на это, он стал одним из влиятельных жителей Афин. Он входил в узкий кружок афинской интеллигенции, который создала возлюбленная Перикла Аспасия. Сам же первый гражданин Афин Перикл уважал философа, прислушивался к его мнениям и советам. Платон в диалоге «Алкивиад Первый» передаёт бытовавшее в обществе мнение, что Перикл был выдающимся государственным деятелем, так как общался с многими мудрыми людьми, среди которых был и Анаксагор. В античной традиции философа также представляют как учившего Перикла красноречию. Плутарх описал следующую историю:
Однажды, когда Перикл был очень занят, Анаксагор, уже старик, лежал без призора, накрывши голову, чтобы покончить жизнь, уморив себя голодом. Когда известие об этом дошло до Перикла, он в испуге сейчас же побежал к старику и стал уговаривать его оставить это намерение, оплакивая не его, а себя при мысли, что лишится такого советника в государственных делах. Тогда Анаксагор открыл голову и сказал ему: «Перикл, и тот, кто имеет надобность в лампе, подливает в неё масла».
В конце 430-х годов до н. э. политические враги Перикла инициировали серию судебных процессов против ближайшего окружения «первого гражданина». Сведения о суде над Анаксагором противоречивы. Его обвинителем выступил Клеон или Фукидид. Возможно, имел место кратковременный союз между радикальными демократами, которых представлял Клеон, и аристократической партией во главе с Фукидидом. Анаксагору вменяли в вину «безбожие», так как он называл Солнце «огненной глыбой», что противоречило традиционным представлениям о боге Гелиосе, а также «персидскую измену». По одной версии, его защитником выступал сам Перикл. Афинский стратег спросил: «Даёт ли его, Перикла, жизнь какой-нибудь повод к нареканиям?» Получив отрицательный ответ сказал: «А между тем, я ученик этого человека. Так не поддавайтесь клевете и не казните его, а послушайтесь меня и отпустите». По другой версии, Перикл помог философу бежать из Афин до суда. Анаксагора признали виновным. Его приговорили к уплате штрафа в пять талантов и изгнанию, либо заочно вынесли смертный приговор.
Диоген Лаэртский со ссылкой на Сатира Перипатетика передаёт легенду о том, что весть о приговоре пришла к Анаксагору одновременно с известием о смерти сыновей. Он принял удары судьбы философски. По поводу гибели детей Анаксагор сказал: «Я знал, что они родились смертными», а о смертном приговоре высказался в духе: «Но ведь и мне и им давно уже вынесла свой смертный приговор природа!»
Остаток жизни Анаксагор провёл в богатом торговом городе на берегу Геллеспонта Лампсаке. Местные жители относились к беглому философу с большим уважением. Здесь он и умер около 428 года до н. э. Согласно одной из легенд, перед смертью друзья предложили Анаксагору перенести для захоронения его тело в родной город философа Клазомены. На это Анаксагор ответил, что «никакой надобности в этом нет — в преисподнюю путь отовсюду один и тот же». После смерти в его честь в Лампсаке длительное время устраивали ежегодные детские празднества.

## Эволюция научных и философских взглядов Анаксагора

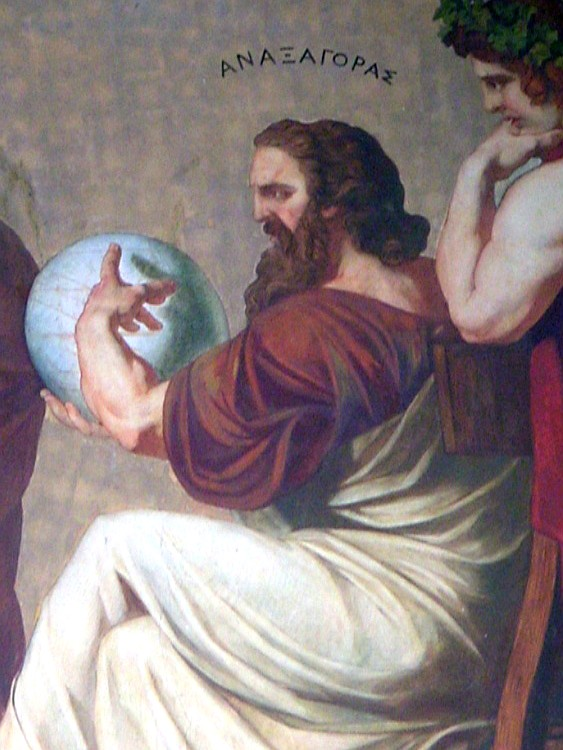
Анаксагор. Деталь фрески фасада Афинского национального университета имени Каподистрии

На мировоззрение Анаксагора повлияли труды философов милетской школы Анаксимандра и Анаксимена, а также, возможно, элеата Мелисса. Несмотря на то, что Анаксагор родился после смерти Анаксимена, в доксографической литературе он представлен его учеником. В центре внимания молодого Анаксагора была космологическая проблематика, которую разрабатывал Анаксимен. При этом Анаксагора нельзя назвать астрономом. Космос поражал его совершенной организацией. По мнению Анаксагора, она не могла стать следствием беспорядочных явлений, а явилась следствием наличия разумного начала. Впоследствии он обозначил это начало термином «Νούς», который современники переводят как «Разум» или «Ум».
С космологической концепцией Анаксагора связано событие 476/475 года до н. э. Античные источники утверждают, что философ предсказал падение большого метеорита около устья реки Эгоспотамы в Малой Азии. Так как предвидеть такое событие не представляется возможным, по всей видимости, падение крупного метеорита в глазах античных греков лишь подтверждало верность учения Анаксагора о том, что если небесные тела подвергнутся какому-то сотрясению, то одно из них может сорваться и упасть на Землю. Возможно, Анаксагор посетил место падения метеорита, а молва приписала ему дар предвидения событий космического масштаба.
Физическая теория Анаксагора была разработана под конец жизни философа. Она во многом основана на идеях Парменида и, возможно, учении об элементах Эмпедокла и атомистике Левкиппа. Итоги научно-философских изысканий Анаксагор на склоне лет изложил в своём единственном сочинении «О природе». Из этого трактата дошли лишь фрагменты в пересказах других античных авторов. По всей видимости труд Анаксагора состоял из нескольких книг: в первой была изложена космогония, а также сформулированы принципы теории материи, последующие посвящены конкретным вопросам физической географии, биологии (в частности, эмбриологии), психологии (в частности, проблеме ощущений) и т. д. На момент написания трактат Анаксагора охватывал всю совокупность знаний «о природе».
Плутарх писал, что во время пребывания в тюрьме Анаксагор занялся проблемой квадратуры круга. Каких-либо свидетельств о результатах этих занятий нет.

## Учение

### Космогония и космология
Он считал началом всего ум и материю: ум — как творящую причину, материю — как становящуюся. Все вещи были вперемешку, а ум пришёл и упорядочил. Материальные начала, по его словам, бесконечны [по числу], и малость их тоже бесконечна. Все вещи были приведены в движение умом, и подобное сошлось с подобным. Часть из них под действием кругового движения получила постоянное место на небе: плотное, влажное, тёмное, холодное и все тяжёлое сошлись в середину (когда они затвердели, из них возникла Земля), а то, что этому противоположно: горячее, светлое, сухое и лёгкое, устремилось в даль эфира. Земля имеет плоскую форму и парит, не падая, благодаря своей величине, а также потому, что не существует пустоты, и потому, что воздух, сила коего безмерна, удерживает Землю на весу.
В центре учения Анаксагора находилась концепция о происхождении и эволюции космоса. Подобно своим предшественникам Анаксимандру и Анаксимену, Анаксагор считал, что первоначально мир находился в бесформенном состоянии. Однако, в отличие от других философов, выделявших «первичный элемент» (воздух, огонь, вода и т. п.), который стал основой для возникновения других, Анаксагор предложил теорию «первичной смеси». Согласно учению философа, она состояла из всех элементов («существующих вещей»). Составляющие элементы находились в неподвижном состоянии до появления некого внешнего фактора, который Анаксагор назвал «Νούς» («Ум» или «Разум»). Концепция «первичной смеси» не находит аналогов в мифологии и верованиях связанных с Элладой народов. Анаксагор предложил её впервые, что отображало прогресс греческой научной мысли.
«Разум» сообщил первичной смеси мощное круговращательное движение. Вызванный «Разумом» космический вихрь привёл к разделению первичной смеси на составляющие элементы. Первыми выделились воздух и эфир. В центре стали скапливаться твёрдые, влажные и холодные компоненты, которые затем уплотнились и образовали Землю, которая имеет вид плотной расплющенной лепёшки. Земля, согласно Анаксагору, находится в центре космоса и поддерживается в подвешенном состоянии находящимся под ней воздухом.

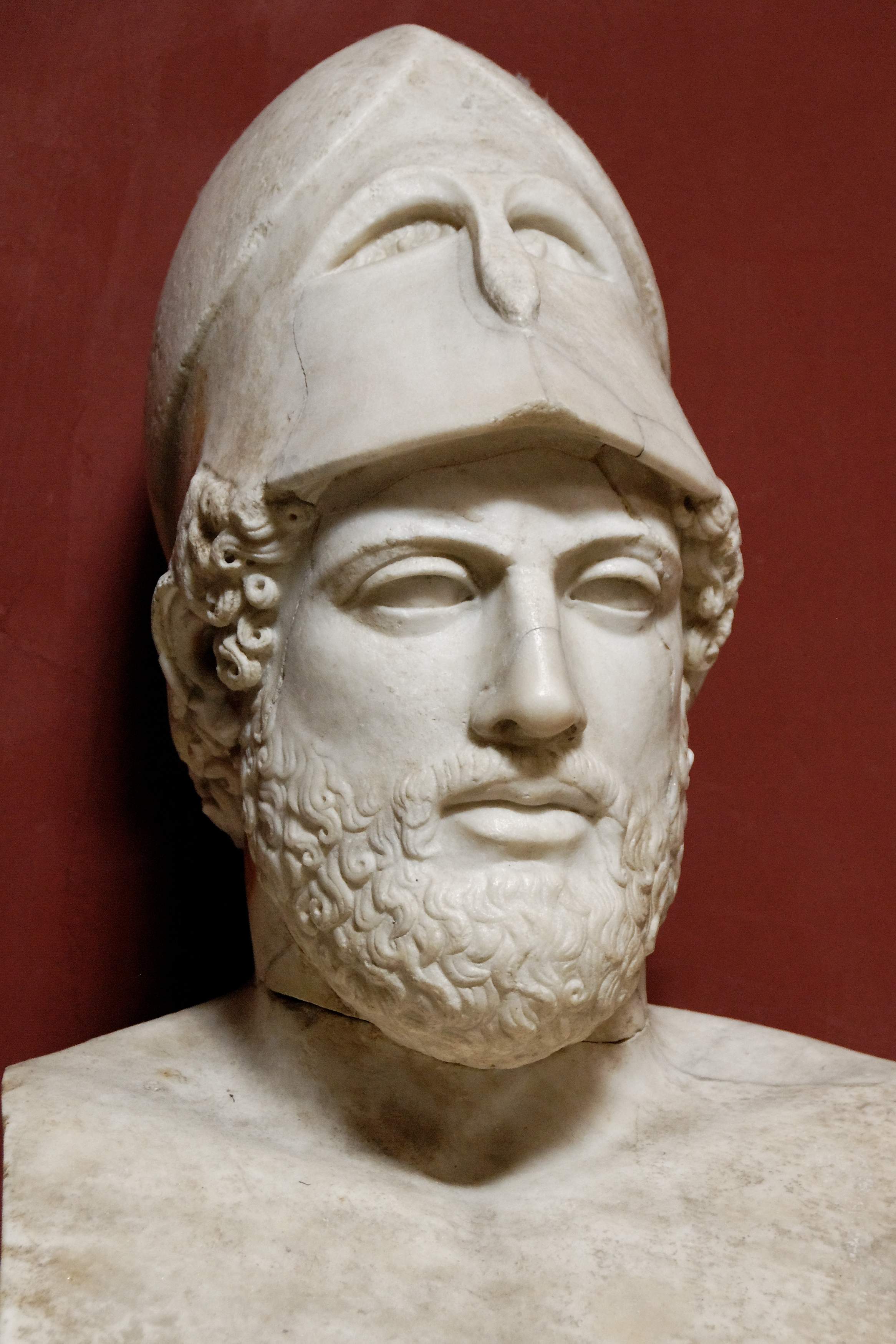
Используя полученные от Анаксагора знания, афинский стратег Перикл смог не только успокоить кормчего во время солнечного затмения 431 года до н. э., но и доступно объяснить суть явления

На следующем этапе произошло возникновение Солнца, Луны и звёзд. Ядро космоса, по мнению Анаксагора, в котором расположен центр Земли, находится в неподвижном состоянии, в то время как эфирная оболочка продолжает вращаться с большой скоростью. Выступающие камни могут быть оторваны с края земного диска. Под воздействием «эфирного жара» они раскаляются и начинают светиться. Солнце — наибольшая из этих глыб, «величиной превышающая Пелопоннес». Луна — ещё одна оторвавшаяся от Земли глыба, а звёзды — мелкие камни, которые удерживаются центробежной силой вращательного движения. Под воздействием какого-либо внешнего фактора они могут сорваться со своих мест и упасть обратно на Землю. Именно такой «упавшей звездой» был для Анаксагора крупный эгоспотамский метеорит. На Луне, которая находится ближе к Земле, чем Солнце и звёзды, по мнению Анаксагора, раскалённые области чередуются с более холодными, напоминающими земную поверхность. Он даже допускал возможность существования там жизни. Исходя из этих представлений, Анаксагор сделал правильные по сути объяснения лунных и солнечных затмений. Эти астрономические явления привлекали внимание философов и учёных до Анаксагора. Античная традиция сохранила легенду о Фалесе, который умел их безошибочно предсказывать. Заслугой Анаксагора стало то, что он не только объяснил суть этих явлений, но и поделился своими выводами с окружающими, донёс их до общества. Плутарх описал историю, как Перикл, воспользовавшись полученными от Анаксагора знаниями, успокоил кормчего во время солнечного затмения 431 года до н. э.:
Уже войска сели на суда и сам Перикл взошёл на свою триеру, как вдруг произошло солнечное затмение, наступила темнота, все перепугались, считая это важным предзнаменованием. Перикл, видя ужас и полную растерянность кормчего, поднял свой плащ перед его глазами и, накрыв его, спросил, неужели в этом есть какое-нибудь несчастие или он считает это предзнаменованием какого-нибудь несчастия. Тот отвечал, что нет. «Так чем же то явление отличается от этого, — сказал Перикл, — как не тем, что предмет, который был причиной темноты, больше плаща?»
По поводу Млечного Пути Анаксагор высказал гипотезу, что это та область ночного неба, на которую не попадают солнечные лучи, так как на их пути находится земной диск. Каким образом философ отвечал на вопрос, почему Млечный Путь занимает одну и ту же область небосвода, а не перемещается соответственно движению раскалённого Солнца под нижней поверхностью Земли, и вообще касался ли он этого вопроса, современникам неизвестно.

### Физическая география
Концепция происхождения молнии и грома дошла до современников через труды Аристотеля. Когда горячий эфир проникает в зону, где находится холодный воздух, возникает молния, а затем, при её затухании, гром. Сам эфир отличается от воздуха рядом свойств — он суше, светлее, горячее и разрежённее. Небольшие количества эфира приводят к зарницам. Приблизительно тот же механизм характерен для землетрясений. В данном случае эфир проникает под землю, а затем, пытаясь найти выход, сотрясает поверхность.
Также Анаксагор объяснял такие метеорологические явления, как град, радуга и др. Град, по мнению Анаксагора, — тот же дождь, который образовался на больших высотах, где значительно холоднее, так как там не чувствуется воздействие отражённых от Земли солнечных лучей. Радуга, по его мнению, является отражением тех же солнечных лучей от плотных облаков.

### Теория материи
Современное понимание учения Анаксагора во многом связано с интерпретацией его текста Аристотелем. Материя, согласно Анаксагору, состоит из множества «семян всех веществ», в изложении Аристотеля гомеомерий (в буквальном переводе — «подобочастная»). Каждая часть гомеомерии по своим свойствам подобна целому. В системе Аристотеля гомеомерии представляли собой среднюю форму организации материи между четырьмя основополагающими элементами (вода, воздух, огонь, земля) и неподобочастными образованиями (животное, рыба и т. п.). Подобочастными веществами он называл золото, медь, а также части «неподобочастных образований» (волосы, мышцы и т. п.). Однако в данном случае Аристотель, по всей видимости, приписывал Анаксагору собственные воззрения об обустройстве материи.
После критического анализа свидетельства Аристотеля было предпринято несколько попыток создать реконструкцию взглядов Анаксагора на основании сохранившихся фрагментов его учения. Результатом стало появление целого спектра противоречащих друг другу трактовок. Это в конечном итоге заставило признать если и не истинность передачи Аристотелем теории Анаксагора, то во всяком случае принять её наиболее приближённой к действительности.
Из учения о гомеомериях следует принцип, который является одной из первых формулировок закона сохранения массы:
О возникновении и уничтожении у эллинов нет правильного мнения: ведь никакая вещь не возникает и не уничтожается, но соединяется из существующих вещей и разделяется. И таким образом, правильнее было бы назвать возникновение соединением, а уничтожение разделением»
Все элементы-гомеомерии находились в первичной смеси. Они никуда не пропали после разделения, их не стало ни больше, ни меньше. Они не возникают и не уничтожаются, а существуют вечно. Но теперь Анаксагору следовало ответить на вопрос: «Каким образом предметы изменяются и приобретают новые свойства?». Наиболее наглядно это можно объяснить на примере питания и роста живых организмов. Ведь для того, чтобы на дереве выросли листья, необходима влага и почва. «Каким образом из не-волоса мог возникнуть волос и мясо из не-мяса?» — задался вопросом Анаксагор. Для его решения им была предложена теория «универсальной смеси» — «Во всём заключается часть всего». То есть в каждом веществе есть множество частей другой субстанции, а его свойства определяются преобладанием тех или иных гомеомерий. Пища содержит все те же части, из которых состоит организм. В желудке извлекаются гомеомерии крови, костей и т. п., а процесс питания представляет выделение и восприятие однородного.
Анаксагор дополнил теорию универсальной смеси двумя дополнительными утверждениями. Первое касалось относительности большого и малого. Любое маковое зёрнышко содержит в себе столько же типов гомеомерий, сколько и весь космос. Оно малое только при сравнении с большим. Если же на него взглянуть изолированно от окружающего мира, то оно может считаться как большим, так и малым. Из относительности большого и малого закономерно следовал принцип безграничной делимости вещества. «У малого ведь нет наименьшего, но всегда ещё меньшее…». Эта теория противоположна учению о неделимых частицах «атомах» Левкиппа и Демокрита. Возможно, Анаксагор создал свою теорию в качестве научной полемики со своими современниками.
По мнению Анаксагора, органы чувств воспринимают ту гомеомерию, которая преобладает в данном конкретном предмете. Равномерное распределение существовало лишь в «первичной смеси», пока «Разум» не привёл её в движение.

### «Нус» — космический Разум

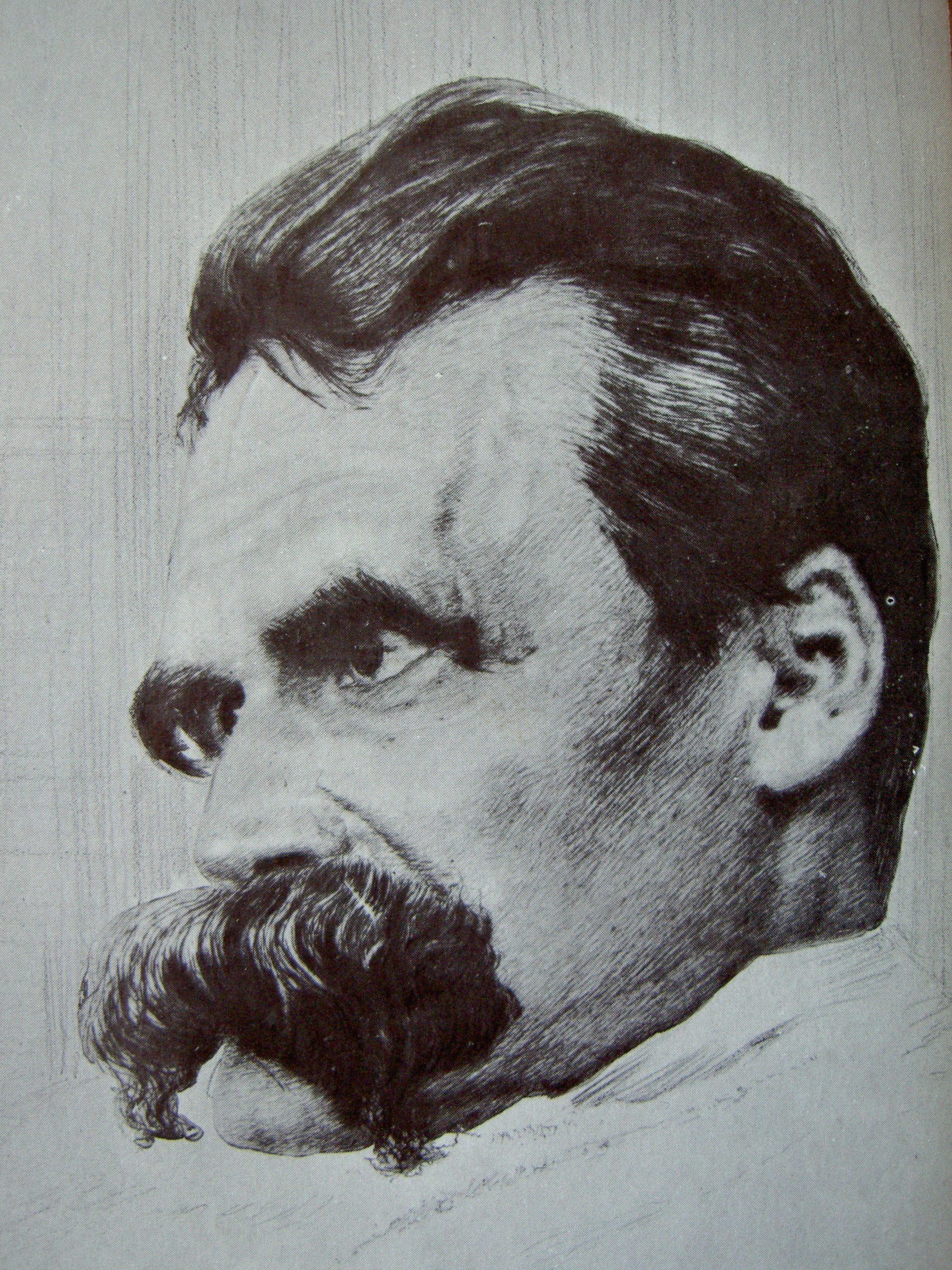
Фридрих Ницше: «Анаксагоров дух — художник, а именно великий гений механики и зодчества, создающий с помощью простых средств грандиозные формы и пути и своего рода подвижную архитектуру, но всегда в силу того произвола, который лежит в глубине души художника»

При описании теории материи Анаксагор не упоминал «Разум», который привёл в движение гомеомерии первичной смеси. Исходя из этого, современные исследователи делают вывод, что он не рассматривал «Разум» как материю. «Нус» не только вызвал первоначальное движение, которое привело к формированию космоса в его современном виде, но и предвидел последствия такового действия. Таким образом, всё развитие космоса было как бы заложено в первичном движении, которое придал «Разум» инертной смеси.
Один из сохранившихся фрагментов сочинений Анаксагора содержит фразу: «Во всём заключается часть всего, кроме Разума, но существуют и [такие вещи], в которых заключается и Разум». Большинство исследователей античной философии трактуют эту фразу как наличие «Разума» в одушевлённых организмах. Возможно, что Анаксагор предполагал наличие частички «Разума» также в растениях и кристаллах. Для живых существ «Разум» имеет такое же значение, как и для космоса в целом. Именно он определяет их развитие с момента зачатия.
Анаксагоров «Разум» привлекал к себе внимание не только античных мыслителей, но и философов Нового времени, которые старались дать свою трактовку того, что имел в виду Анаксагор. Для Гегеля «Нус» — универсальный разум, логический принцип формирования космоса. В понимании Фридриха Ницше: «Анаксагоров дух — художник, а именно великий гений механики и зодчества, создающий с помощью простых средств грандиозные формы и пути и своего рода подвижную архитектуру, но всегда в силу того произвола, который лежит в глубине души художника».

### Математика
Античная традиция причисляла Анаксагора к геометрам, однако этот тезис является спорным. Это связано с тем, что в источниках отсутствуют упоминания о конкретных результатах занятий Анаксагора геометрией. Сообщение Плутарха о том, что в тюрьме философ был занят решением задачи о квадратуре круга, может означать его хорошее знание геометрии. Помимо этого Анаксагор занимался перспективой. Более того, он является по времени жизни первым, кто упомянут среди античных математиков в контексте этой задачи.
О занятиях Анаксагора геометрией также свидетельствует фрагмент из сочинения римского архитектора и механика Витрувия: «Впервые в Афинах Агафарх, когда Эсхил ставил трагедию, устроил сцену и оставил об этом исследование. По его почину Анаксагор и Демокрит написали работы [по] этому же вопросу: каким образом надлежит из центра, помещённого в определённом месте [провести] линии сообразно как взору глаза, так и распространению лучей соответственно естественной пропорции, чтобы о несуществующей вещи существующие изображения давали в сценических декорациях впечатление, и чтобы из предметов, изображённых в одной и той же плоскости, одни казались находящимися позади, другие — выступающими вперёд».

## Оценки личности. Вклад в развитие науки и философии
Анаксагор, как незаурядная личность своего времени, привлекал внимание современников. Весьма необычным для греков было отсутствие у Анаксагора приверженности к родному полису, локального патриотизма. Согласно одной из легенд на вопрос: «Неужели родина тебя нисколько не интересует?» — Анаксагор ответил, указав на небо: «Помилуй Бог! Родина даже очень интересует меня». Такой космополитизм стал характерным для философов эллинизма. Для эпохи греко-персидских войн он был чем-то экстраординарным.
Также в памяти современников отложились презрение к материальным благам, неизменная серьёзность и твёрдость духа философа в любых ситуациях. Стойкость Анаксагора отобразил один из учеников философа Еврипид, которого, согласно одному из Оксиринхских папирусов, привлекали к суду как последователя Анаксагора, в трагедии «Алкеста»:
Истинно слёз достойный
Случай у нас был: умер
Юноша, был у отца он
Только один. Но стойко
Нёс отец свое горе;
А сединою волос
Был у него подернут:
Жизнь уже шла к закату.

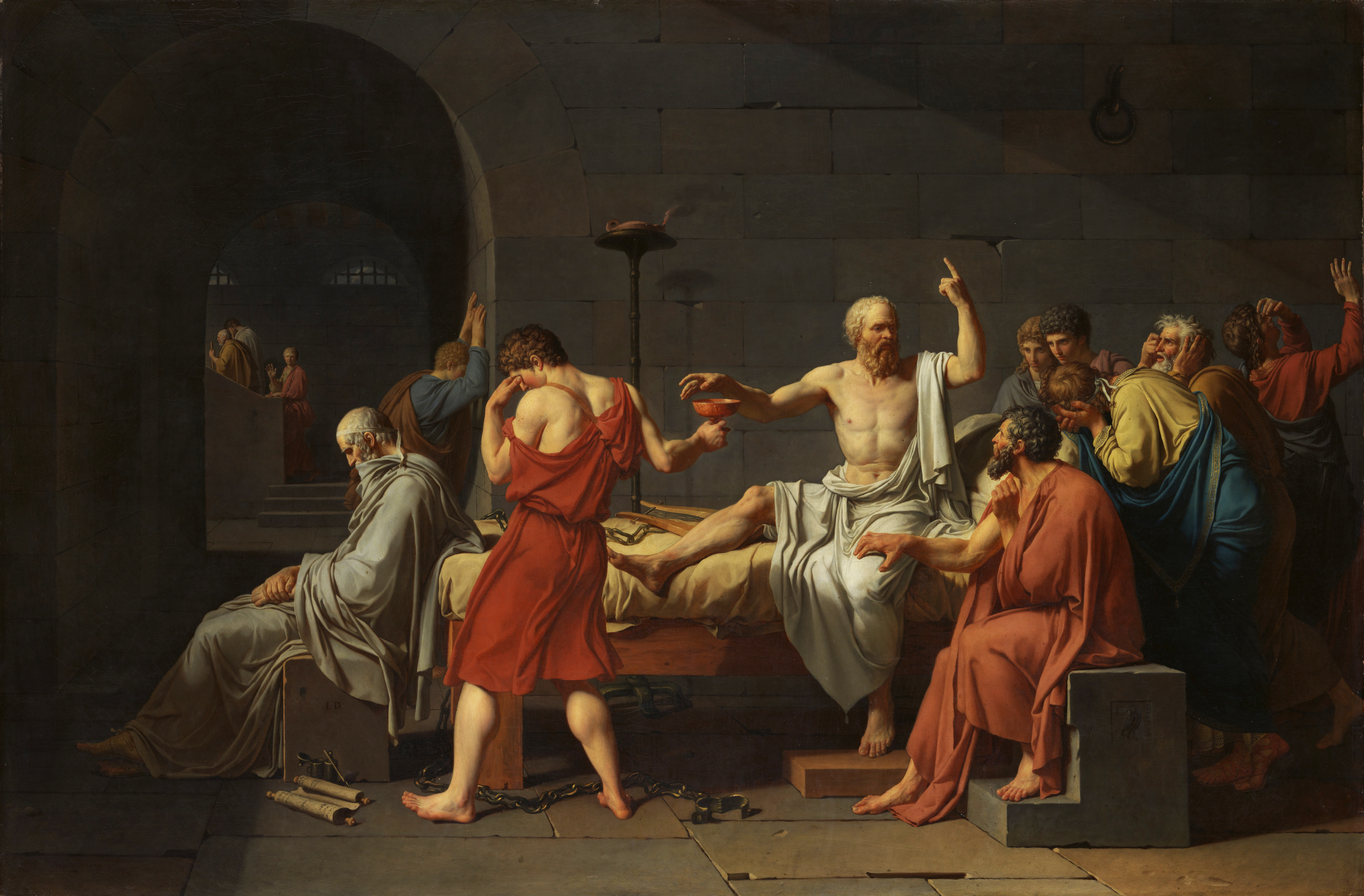
Жак-Луи Давид. «Смерть Сократа». Платон в диалоге «Федон» передаёт слова Сократа за час до казни в тюрьме: «Когда при мне однажды прочитали вслух из сочинения Анаксагора то место, где он говорит, что ум — устроитель и причина мира, я очень обрадовался такой причине и решил, что если дело обстоит так, что понятие сообщает всякую реальность, то оно всякую вещь устроит так, как ей лучше. … Соображая обо всём этом, я пришёл к той отрадной мысли, что в лице Анаксагора я обрёл учителя о причине сущего. … Эта радужная надежда стала быстро от меня ускользать, когда я увидел, что Анаксагор вовсе не пользуется умом и не указывает никаких причин для образования вещей …»

Переезд Анаксагора из родины Фалеса, Гераклита и других величайших философов Ионии в Афины символизировал перенос культурного центра Эллады из Малой Азии в Аттику. Ученик Анаксагора, коренной афинянин Архелай, был учителем Сократа, который в свою очередь воспитал Платона. Таким образом, именно Анаксагор стал основоположником афинской философской школы, подарившей миру многих всемирно известных личностей, чей вклад в развитие философии и науки невозможно переоценить. Стиль жизни и простой язык, которым было написано сочинение Анаксагора «О природе», стали образцом для подражания со стороны Демокрита, Эмпедокла, а затем и последующих философов и учёных. Анаксагорова теория о «семенах всех вещей», всеединства материи повлияла на формирование атомизма. Теория о том, что материя состоит из неделимых частиц, противоположна анаксагоровской о гомеомериях. Из философов эллинистического периода с особым пиететом к Анаксагору относился Эпикур. Он даже пытался создать свою школу на «второй родине» Анаксагора Лампсаке.
Организующий космические процессы «Разум», хоть и не является Единым Богом в современном значении, представляет собой шаг в сторону монотеизма. Платон и Аристотель пытались найти в учении Анаксагора о космическом Разуме идею творца-демиурга. Не обнаружив таковой, они подвергли его критике. Одни раннехристианские авторы клеймили Анаксагора за безбожие (Ермий Философ), другие видели в нём первого философа, который предвосхитил идею единого Бога (Ипполит Римский). Объяснение природы солнечных и лунных затмений, вокруг которых всегда существовали домыслы и легенды, стало важным этапом в развитии науки. Учение Анаксагора противопоставило науку и предрассудки, нанесло удар по авторитету различных жрецов и прорицателей. В отличие от современников, которые воспринимали Солнце и звёзды чем-то божественным, для Анаксагора не существовало принципиальной разницы между Небом и Землёй. Небесные светила имели земное происхождение: звёзды — мелкие камни, а Солнце — раскалённая глыба. Соответственно, в космосе не было ничего божественного и сверхъествественного. Продолжателями Анаксагора на этом пути были Демокрит и Эпикур. О влиянии учения Анаксагора на «отца медицины» свидетельствует одно из утверждений «Корпуса Гиппократа», практически дословно повторяющее Анаксагора: «Ни одна из всех вещей не гибнет и не возникает, как не было этого и прежде, но соединившееся и разделившееся подвергается изменению».
По утверждению Гегеля, с появлением Анаксагора в философии начинает «хотя ещё и слабо, брезжить свет, так как первоначалом им признаётся рассудок». Анаксагор стал первым, кто в качестве первоначала предложил невещественную сущность. По-иному осмыслил учение Анаксагора немецкий философ Ф. Ницше. Он сблизил его с философией Гераклита об играющем ребёнке. В его понимании Анаксагор описал «Разум», действующий не ради какой-либо высокой цели, а просто как ребёнок во время игры, без побуждения и необходимости. Восприятие Ницше учения Анаксагора нашло отображение в одном из афоризмов философского романа «Так говорил Заратустра»: «Нужно носить в себе ещё хаос, чтобы быть в состоянии родить танцующую звезду».

## Память

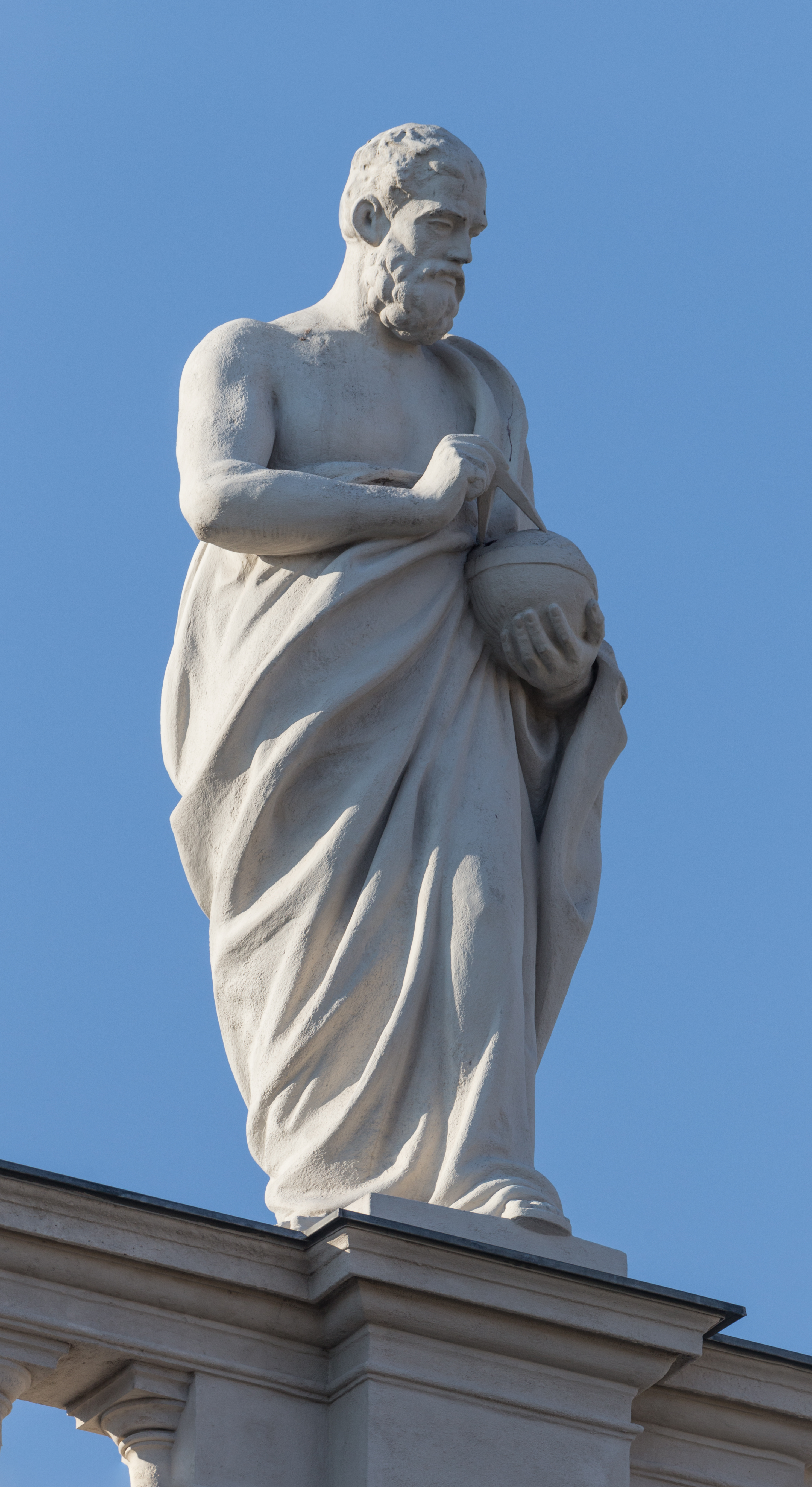
Статуя Анаксагора в Музее естествознания Вены

Несмотря на то, что Анаксагора осудили за «безбожие» и заставили покинуть Афины, его сочинения не только пользовались интересом среди афинян, но и, по свидетельству Платона (427—347 годы до н. э.), продавались в книжных лавках. Более того, незнание сочинений Анаксагора считалось признаком невежества.
Известны два типа монет Клазомен, которые воспроизводят изображения местных статуй уроженца города Анаксагора. На первом (около 100 года до н. э.) Анаксагор сидит на колонне, правая рука поднята в поучающем жесте, левая опущена на колено. Также известен местный выпуск времён Римской империи, на котором Анаксагор одной ногой опирается о надгробие, а в руке держит шар.
Данте поместил Анаксагора в первый круг Ада — Лимб, где находятся добродетельные язычники, рядом со знаменитыми философами Демокритом, Диогеном, Фалесом, Зеноном, Эмпедоклом и Гераклитом.
Именем античного философа назвали один из лунных кратеров.

### Античные источники
- Диоген Лаэртский. О жизни, учениях и изречениях знаменитых философов / Редактор тома и автор вступительной статьи А. Ф. Лосев. — второе. — М.: Мысль, 1986. — (Философское наследие).
- Платон. Собрание сочинений в четырёх томах / Общая редакция А. Ф. Лосева, В. Ф. Асмуса, Л. Л. Τахо-Годи. Автор вступительной статьи и статей в примечаниях А. Ф. Лосев. — М.: Мысль, 1990. — Т. 1. — (Философское наследие). — ISBN 5-244-00451-4.
- Плутарх. Сравнительные жизнеописания в двух томах / Перевод С. П. Маркиша, обработка перевода для настоящего переиздания — С. С. Аверинцева, переработка комментария — М. Л. Гаспарова.. — второе. — М.: Наука, 1994.
- Марк Туллий Цицерон. Тускуланские беседы. Книга I // Избранные сочинения / Перевод с латинского и комментарии М. Л. Гаспарова. — М.: Художественная литература, 1975.
- Анаксагор // Фрагменты ранних греческих философов. Часть I. От эпических космогоний до возникновения атомистики / издание подготовил А. В. Лебедев. — М.: Наука, 1989. — С. 505—535. — 50 000 экз. — ISBN 5-02-008030-6.

### Книги
- Бергер А. К. Политическая мысль древнегреческой демократии / Ответственные редакторы А. И. Павловская, С. Л. Утченко. Утверждено к печати Учёным советом Института истории АН СССР. — М.: Наука, 1966. — 2400 экз.
- Асмус В. Ф. Анаксагор // Античная философия. — 2-е изд. — М.: Высшая школа, 1976. — С. 74—97. — 543 с. — 80 000 экз.
- Гатри У.К.Ч. История греческой философии. — СПб.: Владимир Даль, 2017. — Т. 2. Досократовская традиция от Парменида до Демокрита. — С. 447—558. — 896 с. — ISBN 978-5-93615-158-3.
- Г. В. Ф. Гегель. Лекции по истории философии. — СПб.: Наука, 1993. — Т. 1. — 10 050 экз. — ISBN 5-02-028171-9.
- Данте Алигьери. Божественная комедия. Новая Жизнь / Перевод с итальянского, вступительная статья и комментарии к «Божественной Комедии» Михаила Лозинского. — М.: Иностранка, Азбука-Аттикус, 2019. — 768 с. — ISBN 978-5-389-06131-6.
- Маковельский А. О. Анаксагор // Досократики: Первые греческие мыслители в их творениях, в свидетельствах древности и в свете новейших исследований. — Казань: Книгоизд-во М. А. Голубева, 1919. — Т. 3 (Пифагорейцы, Анаксагор и др.). — С. 104—161. — XXXII, 226 с.
- Рассел Б. Анаксагор // История западной философии и её связи с политическими и социальными условиями от античности до наших дней. — 5-е изд. — Новосибирск: Сиб. университетское изд-во, 2007. — С. 100—102. — 992 с. — 3100 экз. — ISBN 978-5-379-00305-0.
- Рожанский И. Д. Анаксагор: У истоков античной науки. — М.: Наука, 1972. — 320 с. — 6200 экз.
- Рожанский И. Д. Анаксагор. — М.: Мысль, 1983. — 142 с. — (Мыслители прошлого).
- Суриков И. Е. Остракизм в Афинах / Маринович Л. П.. — М.: Языки славянских культур, 2006. — 640 с. — 800 экз. — ISBN 5-9551-0136-5.
- Трубецкой С. Н. Анаксагор и последние натурфилософы V в. // История древней философии. — М.: Типо-литография Т-ва И. Н. Кушнерев и Ко, 1906. — Т. 1. — С. 137—150. — 212 с.
- Cleve F. M. The Philosophy of Anaxagoras (англ.). — The Hague: Martinus Nijhoff, 1973. — ISBN 978-90-247-1573-2.
- Graham D. W. . Explaining the Cosmos: the Ionian Tradition of Scientific Philosophy. — Princeton, NJ: Princeton University Press, 2006.
- Graham D. . Science Before Socrates: Parmenides, Anaxagoras, and the New Astronomy (англ.). — Oxford University Press, 2013.
- Gregory A. . Ancient Greek Cosmogony. — London: Duckworth, 2007.
- Sedley D. . Creationism and Its Critics in Antiquity. — University of California Press, 2008.

### Статьи
- Фаритов В. Т. Трансгрессия в античной философии: Ницше и досократики // Философская мысль. — 2016. — № 12. — С. 105—114.
- Хакимов Р. З. «Разум» как детерминирующий фактор в философской системе Анаксагора // Вестник Московского университета. Серия 7. Философия. — 1993. — № 3. — С. 56-64.
- Янков В. А. Геометрия Анаксагора // Историко-математические исследования  / Под редакцией С. С. Демидова. — М.: Янус-К, 2003. — Вып. 8 (43). — С. 241—267.
- Янков В. А. Строение вещества в философии Анаксагора // Вопросы философии. — М., 2003. — № 5. — С. 135—149.

### Энциклопедии
- Рожанский И. Д. Анаксагор // Новая философская энциклопедия : в 4 т. / пред. науч.-ред. совета В. С. Стёпин. — 2-е изд., испр. и доп. — М. : Мысль, 2010. — 2816 с.
- Колчинский И. Г., Корсунь А. А., Родригес М. Г. . Астрономы: Биографический справочник. — 2-е изд., перераб. и доп. — Киев: Наукова думка, 1986. — 512 с.
- Солопова М. А. Анаксагор // Античная философия: Энциклопедический словарь / Редакционная коллегия: П. П. Гайденко (председатель), М. А. Солопова (ответственный редактор), С. В. Месяц, А. В. Серёгин, А. А. Столяров, Ю. А. Шичалин.. — М.: Прогресс-Традиция, 2008. — С. 108—114. — 896 с. — ISBN 5-89826-309-0.
- Храмов Ю. А. Анаксагор // Физики : Биографический справочник / Под ред. А. И. Ахиезера. — Изд. 2-е, испр. и доп. — М. : Наука, 1983. — 400 с. — 200 000 экз.
- Curd P., Anaxagoras // The Stanford Encyclopedia of Philosophy (Fall 2011 Edition)